# Список прем'єр-міністрів Гвінеї
У статті подано список Прем'єр-міністрів Гвінеї.
Прем'єр-міністр є главою уряду Гвінеї. Його права та обов'язки було визначено у комюніке Національної ради за демократію та розвиток від 30 грудня 2008 року.

## Список
| Ім'я                    | Роки життя | Початок повноважень | Завершення повноважень | Портрет |
| ----------------------- | ---------- | ------------------- | ---------------------- | ------- |
| Луї Лансана Беавогі     | 1923–1984  | 26 квітня 1972      | 3 квітня 1984          |         |
| Діарра Траоре           | 1935–1985  | 5 квітня 1984       | 18 грудня 1984         |         |
| Сідья Туре              | 1945       | 9 липня 1996        | 8 березня 1999         |         |
| Ламіне Сідіме           | 1944       | 8 березня 1999      | 23 лютого 2004         |         |
| Франсуа Лонсені Фалль   | 1949       | 23 лютого 2004      | 9 грудня 2004          |         |
| Селу Далейн Діалло      | 1952       | 9 грудня 2004       | 5 квітня 2006          |         |
| Ежен Камара             | 1942-2019  | 9 лютого 2007       | 26 лютого 2007         |         |
| Лансана Куйяте          | 1950       | 26 лютого 2007      | 20 травня 2008         |         |
| Ахмед Тідіан Суаре      | 1951       | 20 травня 2008      | 25 грудня 2008         |         |
| Кабіне Комара           | 1950       | 30 грудня 2008      | 18 січня 2010          |         |
| Жан-Марі Доре           | 1939-2016  | 18 січня 2010       | 24 грудня 2010         |         |
| Мохаммед Саїд Фофана    | 1952       | 24 грудня 2010      | 29 грудня 2015         |         |
| Мамади Юла              | 1961       | 29 грудня 2015      | 24 травня 2018         |         |
| Ібрагіма Кассорі Фофана | 1954       | 24 травня 2018      |                        |         |